# Račja Vas
 Račja Vas  (olaszul: Racia) falu Horvátországban, Isztria megyében. Közigazgatásilag Lanišćéhez tartozik.

## Fekvése
Az Isztriai-félsziget északi részén a Ćićarija-hegység területén, Buzettől 10 km-re keletre, községközpontjától 4 km-re északnyugatra  fekszik. Itt halad át a Lanišćéből Trstenikre menő út.

## Története
Račja Vas a középkorban a rašpori uradalom része volt. Első írásos említése az 1358-as urbáriumban történt „Ratsdorf” alakban. Az aquileai pátriárka és a goriciai grófok uralma alatt állt. 1394-ben velencei uralom alá került. A velenceiek alatt „Racauas”, illetve „Razavas” volt a neve. A 15. század végén a török támadásokban, a 17. század elején az uszkók háborúban szenvedett súlyos károkat. Szűz Mária tiszteletére szentelt templomát 1580-ban említik először. A falunak 1857-ben 356, 1910-ben 462 lakosa volt. Lakói főként állattartásból, szénégetésből éltek. Áruikat főként Triesztben értékesítették. 1944. augusztus 10-én a környező településekkel együtt német csapatok felgyújtották, lakóit elhurcolták. 2011-ben 22 lakosa volt.

## Lakosság
| Lakosság változása | Lakosság változása | Lakosság változása | Lakosság változása | Lakosság változása | Lakosság változása | Lakosság változása | Lakosság változása | Lakosság változása | Lakosság változása | Lakosság változása | Lakosság változása | Lakosság változása | Lakosság változása | Lakosság változása | Lakosság változása |
| ------------------ | ------------------ | ------------------ | ------------------ | ------------------ | ------------------ | ------------------ | ------------------ | ------------------ | ------------------ | ------------------ | ------------------ | ------------------ | ------------------ | ------------------ | ------------------ |
| 1857               | 1869               | 1880               | 1890               | 1900               | 1910               | 1921               | 1931               | 1948               | 1953               | 1961               | 1971               | 1981               | 1991               | 2001               | 2011               |
| 356                | 386                | 428                | 447                | 483                | 462                | 0                  | 0                  | 367                | 313                | 195                | 102                | 68                 | 55                 | 34                 | 22                 |

## Nevezetességei
- A falu közepén áll Szűz Mária tiszteletére szentelt temploma, mely valószínűleg a 15. században épült. 1580-ban említik először, 10 méter magas zömök harangtornyát 1586-ban építették. A 19. században megújították. A kapuja feletti kőtáblán az 1852-es évszám olvasható, a kapu kőkeretébe az 1866-os évszám van bevésve. Szentélyét a hajótól csúcsíves diadalív választja el.
- A falu közepén ásványvízforrás fakad.
- A falutól nem messze található az 1106 méter magas Orljak, mely a turisták kedvelt kirándulóhelye. Emiatt a falu egyben kedvelt üdülőhely.